# دنگل
دنگل (در زبان هندی به معنای کشتی)، فیلمی هندی ساخته شده در سال ۲۰۱۶ است که پرفروش‌ترین فیلم تاریخ سینمای هند با فروش بی‌سابقه‌ای در کل این صنعت است. این فیلم برگرفته از زندگی کشتی‌گیر معروف هندی، ماهاویر سینگ می‌باشد.

## خلاصه داستان
ماهاویر سینگ پوگات کشتی‌گیر سابق تیم ملی هندوستان به دلیل مشکلات زندگی، در حالی‌که هیچ‌وقت نتوانسته به مدال طلا برسد، مجبور می‌شود از تشک کشتی خداحافظی کند. سال‌ها بعد در حالی‌که ازدواج می‌کند، آرزو دارد بتواند فرزندان پسرش را برای تبدیل شدن به یک کشتی‌گیر قهار آموزش بدهد اما همسر او فقط دختر به دنیا می‌آورد و او به کل امیدش را از دست می‌دهد؛ اما روزی فکری به سرش زد که دو دختر بزرگش را کشتی‌گیر کند تا رویایش را به حقیقت تبدیل کند. بنابراین دخترانش را به تمرینات سخت مشغول کرد و با پسران به کشتی گرفتن وادار کرد. از قضا دختر اول او گیتا کوماری همه پسران را شکست داد و در بزرگسالی نیز با گرفتن مدال طلای جهانی و به اهتزاز درآوردن پرچم هند رؤیای پدرش ماهاویر سینگ را به حقیقت تبدیل کرد. خواهر گیتا نیز کشتی‌گیر بزرگی شد.